# Sericania sachalinensis
Sericania sachalinensis är en skalbaggsart som beskrevs av Matsumura 1911. Sericania sachalinensis ingår i släktet Sericania och familjen Melolonthidae. Inga underarter finns listade i Catalogue of Life.